# Valeri Kéchinov
Valeri Víktorovich Kéchinov (Taskent, Unión Soviética, 5 de agosto de 1974) es un exfutbolista uzbeko y posteriormente nacionalizado ruso. Jugó para las selecciones de fútbol de Uzbekistán y Rusia.

## Clubes
| Club                  | País       | Año         | Partidos | Goles |
| FC Pakhtakor Tashkent | Uzbekistán | 1992 - 1993 | 38       | 30    |
| FC Spartak Moscú      | Rusia      | 1993 - 2000 | 115      | 36    |
| FC Saturn             | Rusia      | 2001        | 24       | 9     |
| FC Shinnik Yaroslavl  | Rusia      | 2002 - 2004 | 54       | 11    |

- Datos: Q546098